# Disco polo
Disco polo, discopolo, dp je žánr populární hudby s prvky taneční hudby, který vznikl v Polsku během 80. let 20. století. Největší oblíbenosti se těšil v 90. letech, kdy se tento žánr stal nejposlouchanějším žánrem v Polsku.
Po konci devadesátých let poslouchanost začala klesat, až tento žánr upadl do zapomnění. Svůj návrat na vrchol zažívá Discopolo od roku 2007. Příznačným námětem písniček je láska a pobláznění. Mezi špičku DP se řadí Marcin Miller (člen hudební skupiny Boys) a Zenon Martyniuk (člen skupiny Akcent).